# Ральф Фаулер
Ральф Говард Фаулер (англ. Sir Ralph Howard Fowler; 17 січня 1889, Ройдон, Сполучене Королівство Великої Британії та Ірландії — 28 липня 1944, Кембридж, Велика Британія) — британський фізик-теоретик, астрофізик і математик, член Лондонського королівського товариства (1925).
Наукові праці Фаулера присвячені в основному питанням статистичної механіки та термодинаміки, квантової теорії, астрофізики, теорії диференціальних рівнянь. Серед досягнень вченого: статистичний метод Дарвіна – Фаулера і його подальші застосування для опису термодинамічних властивостей речовини; одне з основних рівнянь теорії автоелектронної емісії (рівняння Фаулера — Нордгейма); метод аналізу зоряних спектрів і перша реалістична оцінка тиску в атмосфері зірок; одне з перших застосувань квантових законів до задач астрофізики, що дало можливість закласти основи сучасної теорії білих карликів.

## Біографія

### Походження та освіта
Ральф Говард Фаулер народився у Ройдоні (графство Ессекс). Його батько, бізнесмен Говард Фаулер, був свого часу видатним спортсменом, виступав за збірну Англії з регбі; мати, Френсіс Єва, була дочкою манчестерського торговця бавовною Джорджа Д'юхерста (англ. George Dewhurst). Син успадкував атлетизм батька, ставши згодом помітним учасником шкільних та університетських змагань з футболу, гольфу та крикету. Ральф був старшим з трьох дітей в сім'ї. Його молодша сестра Дороті ще яскравіше проявила себе на спортивному терені, вигравши у 1925 році жіночий чемпіонат Англії з гольфу. Молодший брат Крістофер, який перед самим початком Першої світової війни вступив до Оксфордського університету, був відправлений на фронт і загинув у квітні 1917 року у битві на Соммі. Його смерть стала серйозним ударом для Ральфа.
До 10-річного віку Ральф здобував освіту дома під наглядом гувернантки, а потім вступив до підготовчої школи у Горріс Гілл. У 1902—1908 роках він навчався у Вінчестерській школі, де виборов декілька призів з математики й природничих наук та став старостою школи (Prefect of Hall ). У грудні 1906 року Фаулер був удостоєний стипендії Триніті-коледжу Кембриджського університету, куди вступив у 1908 році і де вивчав математику та у 1911 році отримав ступінь бакалавра мистецтв. У 1913 році він був нагороджений премією Релея з математики, у жовтні 1914 року був обраний членом Триніті-коледжу, а у 1915 році отримав ступінь магістра мистецтв. Одночасно він виступав за команду Кембриджського університету в змаганнях з гольфу. У цей час його дослідження були присвячені «чистій» математиці, зокрема, особливостям поведінки розв'язків деяких диференціальних рівнянь другого порядку.

### Війна. Початок роботи у фізиці
Після початку Першої світової війни Фаулер служив у Королівській морській артилерії (англ. Royal Marine Artillery), брав участь як артилерійський офіцер у битві при Галліполі та був важко поранений у плече. Після відправлення у тил й одужання він приєднався до групи Арчибальда Хілла, яка працювала над створенням та випробуванням нового приладу для спостереження за польотом аеропланів — дзеркального пеленгатора (mirror position finder). З осені 1916 року Фаулер став заступником Гілла у спеціальному експериментальному підрозділі, що знаходився у Портсмуті і проводив розрахунки аеродинаміки снарядів та розробку протиповітряних звукових локаторів. За ці роботи над військовою тематикою у 1918 році він був нагороджений Орденом Британської імперії і отримав звання капітана. Низку результатів його роботи, що відіграли значну роль у розвитку балістики, було опубліковано після війни у наукових виданнях.
Після закінчення війни, у квітні 1919 року, Фаулер повернувся до Кембриджа, де знову став членом Триніті-коледжу й читав лекції з математики. У нього з'явився час завершити велику роботу, присвячену геометрії плоских кривих, розпочату ще до війни. Втім, робота під керівництвом Гілла змістила область його інтересів від чистої математики до фізичних застосувань, тому він активно взявся за вивчення праць з теорії газів й теорії відносності, почав цікавитися розвитком квантової теорії. Приблизно в цей же час знамениту Кавендіську лабораторію очолив Ернест Резерфорд, який невдовзі став близьким другом Фаулера. З цього моменту почалося довге плідне співробітництво Фаулера з Резерфордівською лабораторією, у якій він працював консультантом з математичних питань. У 1921 році він оженився на єдиній дочці Резерфорда Ейлін Мері (1901—1930), яка померла незабаром після народження у них четвертої дитини. Старший син, Пітер Фаулер, також став відомим фізиком, спеціалістом з фізики космічних променів.

### Зрілі роки. Наукова школа
У 1922 році Фаулер був призначений наглядачем (проктором) Кембриджського університету. У січні 1932 року його було обрано на новостворену посаду професора теоретичного відділу Кавендіської лабораторії (Plummer Professor of Theoretical Physics). У 1938 році його призначили директором Національної фізичної лабораторії, однак через тяжку хворобу він змушений був відмовитись від цієї посади й повернутись на попереднє місце роботи. Після початку Другої світової війни учений відновив співробітництво з артилерійським управлінням, а згодом був відправлений за океан для встановлення наукових контактів із вченими Канади та США з воєнних питань (зокрема, для налагодження спільної роботи з проблем, пов'язаних із створенням радара). Ця діяльність була досить успішною й була відзначена у 1942 році присвоєнні Фаулеру лицарського звання. Після повернення додому, незважаючи на підірване хворобою здоров'я, Фаулер продовжував активно співробітничати з Адміралтейством та Артилерійським управлінням по питаннях балістики. Ця робота тривала до його останніх днів.
Фаулер керував науковою роботою великої кількості студентів, аспірантів та співробітників, до числа його учнів належать нобелівські лауреати Поль Дірак, Невілл Мотт і Субрахманьян Чандрасекар, а також відомі фізики і математики Джон Леннард-Джонс, Рудольф Пайєрлс, Дуґлас Гартрі, Хомі Джехангір Бхабха, Гаррі Мессі, Гаррет Біркгоф, Вільям Мак-Крі, Люелін Томас. Учень Резерфорда Марк Оліфант згадував:

Саме стараннями Фаулера та завдяки його впливу на молодих математиків у Кембриджі виросла школа теоретичної фізики; хоча сам Фаулер не перебував у перших рядах тих вчених, які створювали теоретичну фізику, він мав чудові математичні здібності, які добродушно і щедро надавав до послуг експериментаторів. Я сам багато чим зобов'язаний йому за терплячу увагу до моїх тривіальних утруднень.

За словами Невілла Мотта, Фаулер не був справді видатним вченим («діраком»), проте був досить проникливим, щоб зрозуміти значення тих чи інших робіт та результатів. Так, він одним з перших у Великій Британії оцінив значення піонерських робіт з квантової механіки, що були проведені в середині 1920-х років у Німеччині та Данії, і сприяв зверненню своїх учнів до цієї тематики. Мотт залишив таку характеристику свого вчителя:

Він був дуже поганим лектором. Гірше бути не могло. Не продумував лекції до кінця, швидко проходив тему. Він мав дуже могутню статуру, як у самого Резерфорда. Грубуватий і гучний голос. Енергійний, надзвичайно енергійний … [Він міг би сказати]: «Так, я не розумію цього. Погано написано. Думаю, вам слід поступати таким-то чином, але в дійсності, вважаю, вам краще звернутися до Дірака». Дуже відвертий, який усвідомлює свої межі … Я думаю про нього скоріше як про людину з портретів Генріха VIII, які ви можете бачити в Триніті-коледжі. Дуже широкий і м'язистий, з гучним голосом, який у повній мірі насолоджується життям. Звичайно, у нього був удар через перевтому, але це іноді трапляється з повнокровними людьми такого типу. Після цього він був лише половиною людини, але навіть половина Фаулера була вельми славним малим.
Оригінальний текст (англ.)
He was a very bad lecturer. Couldn't be worse. Didn’t think it out; went quickly. He had a very powerful physique, like Rutherford himself. Bluff and loud voice. Vigorous, immensely vigorous... [He would say]: "Yes, I don't understand this bit. It's badly written. I think you should do it this way but really, I suppose you better go and ask Dirac." Very forthright, knowing his limitations... I think of him rather as a man like the portraits of Henry the VIII you can see in Trinity. Very broad and muscular with a loud voice, enjoying life to the fullest. Of course, he had a stroke through overwork; but that kind of full blooded man sometimes does. But then he was only half the man after that, but even half of Fowler was quite a chap.

## Наукова діяльність

### Статистична механіка і термодинаміка
У 1922 році Фаулер спільно з Чарлзом Галтоном Дарвіном розглянув класичну статистику невзаємодіючих частинок і показав, що стан газу зручніше описувати в термінах середніх (а не найбільш імовірних) величин. Це призводить до необхідності обчислення статистичних інтегралів, які можуть бути представлені у вигляді контурних інтегралів і оцінені за допомогою методу перевалу. Розроблений підхід до обчислення статистичних інтегралів відомий нині як метод Дарвіна – Фаулера. Скориставшись адіабатичною гіпотезою Еренфеста, вони приписали певні ваги квантовим станам системи, побудували відповідну статистичну суму, розглянули конкретні випадки (планківські осцилятори, випромінювання у площині) й показали, як зробити перехід до класичної статистичної механіки. Надалі Фаулер застосував розроблену методику до вирішення задачі розрахунку рівноважних станів як при хімічній дисоціації, так і для випадку іонізації газу при високих температурах. Таким чином, екстремальні стани речовини виявилося можливим досліджувати за допомогою методів статистичної механіки, що привело його до питання про стан іонізованого газу в атмосферах зірок. Іншою областю, у якій Фаулер застосував свої методи статистичної механіки, була теорія сильних електролітів, тема, що лежить на стику між фізикою та хімією.
У 1931 році Фаулер сформулював так зване нульове начало термодинаміки. У 1932 році разом з Джоном Берналомвін розглянув молекулярну структуру води. У їх класичній роботі була продемонстрована принципова роль водневих зв'язків (цей термін тоді ще не використовувався) між тетраедрично розташованими молекулами води, що дозволило пояснити багато властивостей рідкої води і льоду. Крім того, у статті містилися розрахунки термодинамічних властивостей іонних розчинів та, зокрема, рухливості іонів у воді.
Великий вплив на формування нових поколінь фізиків мали монографії Фаулера. На основі свого трактату, удостоєного в 1924 році премії Адамса  Кембриджського університету, вчений написав книгу «Статистична механіка», яка витримала за життя автора два видання (у 1929 та 1936 роках). Крім систематичного розгляду основ предмета, в книзі багато уваги приділялося численним застосуванням статистичної механіки. У 1939 році вийшов підручник «Статистична термодинаміка», написаний у співавторстві з Едвардом Гуггенгаймом й розрахований на читача, у меншій мірі математично підготовленого.

### Квантова теорія

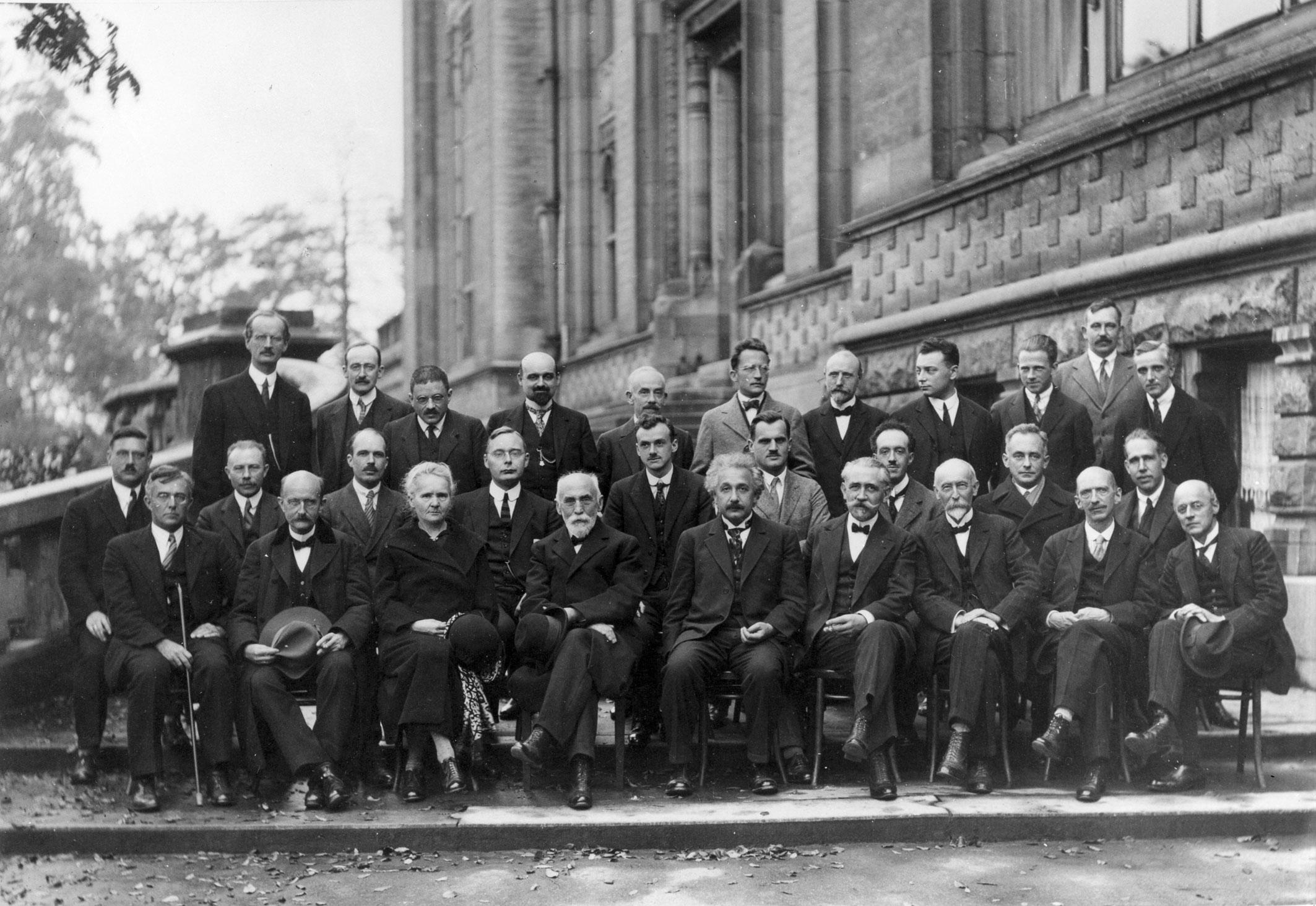
Учасники Сольвеєвського конгресу 1927 року, на якому обговорювались проблеми квантової механіки. Фаулер стоїть другим від правого краю

З початку 1920-х років Фаулер активно підтримував розвиток квантової теорії та її застосування у питаннях побудови узагальненої статистичної механіки та пояснення хімічного зв'язку. Він пропагував квантові ідеї у Великій Британії, допоміг перекласти англійською низку основоположних статей, опублікованих у німецьких журналах, на його запрошення Кембридж відвідували відомі фізики (такі як Гейзенберг та Кроніг). Більше того, діяльність Фаулера сприяла формуванню самостійної британської школи квантової хімії, для якої характерним був погляд на проблеми, що стояли перед дисципліною, з позицій прикладної математики. Такі учні Фаулера, як Леннард-Джонс і Хартрі, належать до числа основоположників квантової хімії.
Низка робіт Фаулера присвячені теорії фазових переходів та кооперативних ефектів у магнітах, сплавах та розчинах, правилам сум для інтенсивностей спектральних ліній, деяким питанням ядерної фізики (поглинання гамма-променів важкими елементами, розділення ізотопів водню електролітичними методами). Разом з Френсісом Астоном він розвинув теорію фокусування заряджених частинок за допомогою мас-спектрографа. У 1928 році разом з Лотаром Нордгеймом Фаулер використав ідею про підбар'єрне тунелювання електронів для пояснення явища випускання електронів тілами під впливом зовнішнього електричного поля — автоелектронної емісії (рівняння Фаулера — Нордгейма).

### Астрофізика
У 1923—1924 роках Фаулер разом з Едвардом Артуром Мілном розглянув поведінку інтенсивності ліній поглинання у спектрах зірок. Спираючись на формулу Саха, їм вдалось зв'язати значення максимуму інтенсивності ліній, що виникає за рахунок накладання ефектів збудження та іонізації, з величиною тиску і температури у «зворотному шарі» атмосфери зорі, у якому формуються спектри поглинання. Це дозволило вперше отримати правильний порядок величини тиску газу у зоряних атмосферах. «Метод максимумів», розроблений Фаулером та Мілном, став основним засобом аналізу зоряних спектрів у 1920-ті роки, чому сприяло успішне порівняння з даними спостережень, проведене Дональдом Мензелом та Сесілією Пейн. У декількох наступних роботах, написаних у співавторстві з Гуггенгаймом, Фаулер розвинув деякі підходи до аналізу складної проблеми фізичного стану зоряної речовини з врахуванням відхилень від законів ідеального газу, процесів іонізації тощо.
У 1926 році у Фаулер показав, що білі карлики повинні складатися з практично повністю іонізованих атомів, стиснених до високої щільності, та виродженого електронного газу («подібного до гігантської молекули у нижчому стані»), що підпорядковується незадовго до цього відкритій статистиці Фермі — Дірака. Результати, отримані Фаулером, що були одним з перших застосувань нової квантової статистики, дозволили позбутися парадоксу, який не міг бути пояснений в рамках класичного підходу: згідно з класичною статистикою, матерія білого карлика повинна була містити набагато менше енергії, ніж звичайна речовина, так що вона не могла повернутися до звичайного стану навіть після видалення з околиці такої зірки. Яскравіше формулювання Артура Еддінгтона гласить, що класична зірка не може охолонути: при втраті енергії тиск газу, що становить зірку, має зменшуватися, що призведе до гравітаційного стискування, а, отже, до зростання тиску і температури. Робота Фаулера давала вирішення цього парадоксу: електронний газ може охолонути до абсолютного нуля і опинитися в найнижчому можливому квантовому стані, дозволеному принципом Паулі, причому тиск такого виродженого газу є достатньо великий, щоб компенсувати гравітаційне стиснення. Отже, стаття Фаулера «Про щільну матерію» (англ. On dense matter) заклала основи сучасної теорії білих карликів.

### Математика
Математичні інтереси Фаулера торкалися у першу чергу поведінки розв'язків деяких диференціальних рівнянь другого порядку. У своїх ранніх дослідженнях він розглянув кубічні перетворення P-функцій Рімана. Згодом, у зв'язку з астрофізичними питаннями, він звернувся до особливостей  Рівняння Лейна — Емдена, що описує рівноважний стан зірки, і дав класифікацію розв'язків цього рівняння для різних граничних умов та показників політропи. Ці результати виявилися дуже цінними при розгляді різних моделей зірок . У 1920 році Фаулер опублікував трактат по диференціальну геометрію плоских кривих, який витримав декілька видань.

## Нагороди та вшанування пам'яті
- Офіцер Ордену Британської імперії (1918)
- Премія Адамса[en], (1924)
- Кельвінівська лекція (1930)
- Бейкерівська лекція (1935)
- Королівська медаль (1936)
- Лицарство (1942)
- Іменем Фаулера названо кратер на зворотному боці Місяця[36].
- Ім'я Фаулера носить група островів біля берегів Антарктиди (Острови Фаулера[en]).

## Публікації
Книги
- Fowler R. H. The elementary differential geometry of plane curves // Cambridge Tracts on Mathematics. — Cambridge : University Press, 1920. — Т. 20.
- Fowler R. H. Statistical mechanics. The theory of the properties of matter in equilibrium. — Cambridge : University Press, 1929. Рецензія О. Я. Хінчина[ru] в журналі УФН (1930).
- Fowler R. H., Guggenheim E. A. Statistical thermodynamics. — 1939. — 693 p. Переклад російською: Р. Фаулер, Э. Гуггенгейм. Статистическая термодинамика. — М. : Изд-во иностр. лит-ры, 1949.

Основні статті
Фаулер є автором близько 80 наукових статей, з яких можна відзначити такі:
- Fowler R. H., Gallop E. G., Lock C. N. H., Richmond H. W. The aerodynamics of a spinning shell // Philosophical Transactions of the Royal Society of London A: Physical, Mathematical and Engineering Sciences. — 1921. — Т. 221. — С. 295—387. — DOI:10.1098/rsta.1921.0010.
- Darwin C. G., Fowler R. H. On the partition of energy // Philosophical Magazine. — 1922. — Т. 44. — С. 450—479. — DOI:10.1080/14786440908565189.
- Darwin C. G., Fowler R. H. On the partition of energy. Part II. Statistical principles and thermodynamics // Philosophical Magazine. — 1922. — Т. 44. — С. 823—842. — DOI:10.1080/14786441208562558.
- Fowler R. H., Milne E. A. The intensities of absorption lines in stellar spectra, and the temperatures and pressures in the reversing layers of stars // Monthly Notices of the Royal Astronomical Society. — 1923. — Т. 83. — С. 403—424. — DOI:10.1093/mnras/83.7.403.
- Fowler R. H. On dense matter // Monthly Notices of the Royal Astronomical Society. — 1926. — Т. 87. — С. 114—122. — DOI:10.1093/mnras/87.2.114.
- Fowler R. H., Nordheim L. Electron emission in intense electric fields // Proceedings of the Royal Society of London A. — 1928. — Т. 119. — С. 173—181. — DOI:10.1098/rspa.1928.0091. * Fowler R. H. The solutions of Emden's and similar differential equations // Monthly Notices of the Royal Astronomical Society. — 1930. — Т. 91. — С. 63—92. — DOI:10.1093/mnras/91.1.63.
- Bernal J. D., Fowler R. H. A theory of water and ionic solution, with particular reference to hydrogen and hydroxyl ions // Journal of Chemical Physics. — 1933. — Т. 1. — С. 515—548. — DOI:10.1063/1.1749327.

Окремі статті, що перекладені російською
- Фаулер Р. Прохождение электронов через поверхность и поверхностные слои // УФН. — 1930. — Т. 10, вип. 1. — С. 135—148.
- Фаулер Р. Электронная теория металлов // УФН. — 1931. — Т. 11, вип. 1. — С. 103—123.
- Резерфорд Э., Чадвик Дж., Эллис Ч. Д., Фаулер Р., Мак-Леннан Дж., Мотт Н. Ф. Дискуссия о структуре атомного ядра // УФН. — 1932. — Т. 12, вип. 5—6. — С. 525—556.
- Фаулер Р. Новейшие достижения в области изучения атомных ядер // УФН. — 1933. — Т. 13, вип. 1. — С. 37—45.
- Берналь Дж., Фаулер Р. Структура воды и ионных растворов // УФН. — 1934. — Т. 14, вип. 5. — С. 586—644.